# اس‌اس وینیپگ
اس‌اس وینیپگ (به انگلیسی: SS Winnipeg) یک زیردریایی بود که طول آن 143.9 mt بود. این زیردریایی در سال ۱۹۱۸ ساخته شد.